# 寒い夜だから…
「寒い夜だから…」（さむいよるだから）は、trfの5枚目のシングル。1993年12月16日にavex traxから発売された。

## 制作・逸話
小室哲哉は、本作を作曲した当時、自宅から音楽スタジオまで自転車で5分の距離に住居があった。丁度、寒空の中で自転車を漕ぎながら「寒い夜だから」というフレーズを思いつき、そのまま自転車に乗っていた5分でメロディも作曲したとし、2011年のニコニコ生放送において小室は、「これは作り話じゃなくて本当に（笑）」と語っている。シングルで初となるオリコンベスト10入りを果たした。
DJ KOOは「YU-KIはこんないい曲を歌えて幸せだ」と述懐している。
YU-KIは「それまでのTRFはテンポの速いダンスミュージックで歌詞も英語が多かった。その流れが続いた中、初めてのミディアムテンポの楽曲。曲をもらったときは驚きました。いきなり歌い出しがサビから始まりキーも高い。ボーカルレコーディングはもちろん、ライブで歌う時には常に緊張感のあるから長年歌ってても、未だに難しい曲なんですよ」と語っている。

## リリース・プロモーション
プロモーションでは本作と前月発売の「愛がもう少し欲しいよ」「Silver and Gold dance」の3作品をまとめて「trf 3部作」と銘打たれていた。
シングルでは初めてオリコンチャート10位以内を記録した。
1994年11月21日にジャケットを別デザインのものに変更し再発売されている（品番および収録内容は同一）。2006年11月29日に廉価版12cmシングルとして再発売された際には、1994年の再発盤のジャケットデザインが採用された。
PVが2種類存在し、映像作品『WORLD GROOVE』『Ultimate Films』にそれぞれ収録されている。後者は「寒い夜だから… (1994 ver.)」として区別されている。
2010年11月より放映されている永谷園『冷え知らずさんの生姜シリーズ』のTVCMで本作のPVが使用された。なお、CMではTRFは「と（To）っても理（Ri）不尽な冬（Fu）の寒さに」の略となっている。
2012年12月5日放送フジテレビ系『2012 FNS歌謡祭』でTRF×倖田來未×小室のコラボレーションで披露。更に、2014年12月3日放送の『2014 FNS歌謡祭』では德永英明×小室のコラボレーションで披露。
公式なタイアップではないが、『忍者戦隊カクレンジャー』の第17話にて河合亜美演じるアミキリがディスコで踊る場面で本作の英語版が使用されている。また、アニメ『Wake Up, Girls!』で永野愛理演じる林田藍里が音程を外して歌う場面がある。

## 収録曲
| 全作詞・作曲・編曲: 小室哲哉。 |                                     |          |            |      |
| #                              | タイトル                            | 作詞     | 作曲・編曲 | 時間 |
| 1.                             | 「寒い夜だから… (ORIGINAL MIX)」    | 小室哲哉 | 小室哲哉   | 5:06 |
| 2.                             | 「寒い夜だから… (INSTRUMENTAL)」    | 小室哲哉 | 小室哲哉   | 5:05 |
| 3.                             | 「寒い夜だから… (ALTERNATIVE MIX)」 | 小室哲哉 | 小室哲哉   | 5:06 |
| 合計時間:                      | 合計時間:                           | 15:17    |            |      |

## 収録アルバム
- 『WORLD GROOVE』
※ SEQ OVER DUB MIXバージョンで収録
- 『BRAND NEW TOMORROW』
※ HOT WINTER NIGHT 〜samuiyorudakara〜として収録
- 『WORKS -THE BEST OF TRF-』
- 『TRF 15th Anniversary BEST -MEMORIES-』
- 『TRF 20TH Anniversary COMPLETE SINGLE BEST』
- 『BEST SINGLE Collection × EZ DO DANCERCIZE』

## カバー
- dream（2004年、アルバム『dream meets Best Hits avex』）
- Dream5（2012年、アルバム『TRFリスペクトアイドルトリビュート!!』）
- 中川翔子（2013年、アルバム『TRF TRIBUTE ALBUM BEST』）
- アイドリング!!!（2014年、アルバム『GOLD EXPERIENCE』）
- 德永英明（2015年、カバーアルバム『VOCALIST 6』）
- Jeanne Maria（2016年、コンピレーション・アルバム『EXA IDOL COMPLEX〜Super duper!』）
- 太刀花ユキノジョウ（斉藤壮馬）（2019年6月26日、シングル『KING OF PRISM -Shiny Seven Stars- マイソングシングルシリーズ 太刀花ユキノジョウ』）
- 太刀花ユキノジョウ（斉藤壮馬） & 香賀美タイガ（畠中祐）（2019年9月27日、テレビアニメ『KING OF PRISM -Shiny Seven Stars』BD / DVD 全巻購入特典CD「PRISM COVERS COLLECTION -アニミュゥモ盤-」）
- Def Will (2018年、アルバム『Def Will』)